# Сосногорск (станция)
Сосного́рск (до 1957 года — Ижма) — узловая железнодорожная станция Сосногорского региона Северной железной дороги, находящаяся в городе Сосногорске республики Коми.

## Вокзал
Новый железнодорожный вокзал открыт в 2020 году и приурочен к 100-летию Республики Коми. Впервые в России здание железнодорожного пассажирского комплекса возведено с использованием технологии модульного строительства. 
В ходе реконструкции более чем в два раза увеличилось пространство вокзала. Ранее общая площадь здания составляла 400 кв. м., после реконструкции – более 1 тыс. кв м. 
В новом здании разместился комфортный зал ожидания с зонами отдыха и продажи билетов, оснащенных розетками и USB-разъемами для зарядки гаджетов, а также комнаты отдыха для пассажиров с детьми, кафе и санитарные комнаты.
Новое здание вокзала построено на месте снесенного старого вокзала, возведенного в 1942 году во время прокладки Северо-Печорской железной дороги. Вокзал был деревянный, не имел водопровода и канализации. Общая площадь старого вокзала по внутреннему замеру – 412 м².

## Деятельность
Станция открыта для грузовой работы.

## Движение поездов
По состоянию на сентябрь 2015 года по станции курсируют следующие поезда пригородного сообщения:
| Пригородное сообщение | Пригородное сообщение        | Пригородное сообщение | Пригородное сообщение        |
| № поезда              | Маршрут движения             | № поезда              | Маршрут движения             |
| --------------------- | ---------------------------- | --------------------- | ---------------------------- |
| 6721                  | Ираёль — Сосногорск          | 6722                  | Сосногорск — Ираёль          |
| 6781                  | Троицко-Печорск — Сосногорск | 6782                  | Сосногорск — Троицко-Печорск |

### Дальнее сообщение
По состоянию на декабрь 2018 года по станции курсируют следующие поезда дальнего следования:
| Круглогодичное обращение поездов | Круглогодичное обращение поездов | Круглогодичное обращение поездов | Круглогодичное обращение поездов |
| № поезда                         | Маршрут движения                 | № поезда                         | Маршрут движения                 |
| -------------------------------- | -------------------------------- | -------------------------------- | -------------------------------- |
| 21 "Полярная стрела"             | Лабытнанги — Москва              | 22 "Полярная стрела"             | Москва — Лабытнанги              |
| 41 "Воркута"                     | Воркута — Москва                 | 42 "Воркута"                     | Москва — Воркута                 |
| 53 "Дневной экспресс"            | Усинск — Сыктывкар               | 54 "Дневной экспресс"            | Сыктывкар — Усинск               |
| 77                               | Воркута — Санкт-Петербург        | 78                               | Санкт-Петербург — Воркута        |
| 89                               | Воркута — Нижний Новгород        | 90                               | Нижний Новгород — Воркута        |
| 303                              | Усинск — Сыктывкар               | 304                              | Сыктывкар — Усинск               |
| 305                              | Усинск — Сыктывкар               | 306                              | Сыктывкар — Усинск               |
| 309                              | Воркута — Адлер                  | 310                              | Адлер — Воркута                  |
| 311                              | Воркута — Новороссийск           | 312                              | Новороссийск — Воркута           |
| 375                              | Воркута — Москва                 | 376                              | Москва — Воркута                 |

| Сезонное обращение поездов | Сезонное обращение поездов | Сезонное обращение поездов | Сезонное обращение поездов |
| № поезда                   | Маршрут движения           | № поезда                   | Маршрут движения           |
| -------------------------- | -------------------------- | -------------------------- | -------------------------- |
| 209                        | Лабытнанги — Москва        | 210                        | Москва — Лабытнанги        |
| 257                        | Печора — Адлер             | 258                        | Адлер — Печора             |
| 267                        | Сосногорск — Новороссийск  | 268                        | Новороссийск — Сосногорск  |
| 287                        | Воркута — Белгород         | 288                        | Белгород — Воркута         |

### Фирменные поезда
| Предыдущая станция    | Фирменные поезда | Следующая станция           |
| --------------------- | ---------------- | --------------------------- |
| Ухта в сторону Москвы | Воркута          | Ираёль в сторону Воркуты    |
| Ухта в сторону Москвы | Полярная стрела  | Ираёль в сторону Лабытнанги |

## Адрес вокзала
- 169500, Россия, Республика Коми, г. Сосногорск, ул. Вокзальная, д. 33